# Wonder Wheel
Wonder Wheel is een Amerikaanse dramafilm uit 2017 die geschreven en geregisseerd werd door Woody Allen. De hoofdrollen worden vertolkt door Kate Winslet, Justin Timberlake, Juno Temple en James Belushi.

## Verhaal
De film speelt zich af tijdens de jaren 1950, in een pretpark aan de zeedijk van Coney Island (New York), waar zich een reuzenrad bevindt met de naam "Wonder Wheel". In de schaduw van het reuzenrad wonen Ginny en haar man Humpty samen met Ginny's zoon Richie, een jonge pyromaan. Op een dag keert Humpty's dochter Carolina terug, vragend om onderdak. De vrouw wordt op de hielen gezeten door twee maffiosi die bevriend zijn met haar criminele echtgenoot. Ginny begint een affaire met de jonge Mickey Rubin, een strandredder. De relatie lijkt een verlossing te zijn, maar dan krijgt Mickey ook gevoelens voor de jongere Carolina.

## Rolverdeling
| Acteur            | Personage    |
| ----------------- | ------------ |
| Kate Winslet      | Ginny        |
| Justin Timberlake | Mickey Rubin |
| Juno Temple       | Carolina     |
| James Belushi     | Humpty       |
| Debi Mazar        | Actress      |
| Geneva Carr       | Mary         |
| Max Casella       | Ryan         |
| Jack Gore         | Richie       |
| Tony Sirico       | Angelo       |
| Steve Schirripa   | Nick         |

## Productie
In juli 2016 werd hoofdrolspeelster Kate Winslet gecast. Vervolgens werden Juno Temple en James Belushi aan de cast toegevoegd. Justin Timberlake werd gecast als een strandredder. Regisseur Woody Allen was niet vertrouwd met de muziekcarrière van de zanger, maar had hem wel al aan het werk gezien in The Social Network (2010).
De opnames gingen op 15 september 2016 van start in Coney Island (New York) en eindigen eind oktober 2016. De film ging op 14 oktober 2017 in première op het New York Film Festival en kreeg op 1 december 2017 een beperkte release in de Amerikaanse bioscopen met het oog op de komende Oscar-uitreikingen.